# Arbeitsgemeinschaft der helfenden Jugendverbände
Die Arbeitsgemeinschaft der helfenden Jugendverbände (H7) ist ein Zusammenschluss der Nachwuchsorganisationen der im deutschen Bevölkerungsschutz aktiven Organisationen. Mitglieder sind die Arbeiter-Samariter-Jugend, die DLRG-Jugend, die Deutsche Jugendfeuerwehr, das Deutsche Jugendrotkreuz, die Johanniter-Jugend, die Malteser Jugend und die THW-Jugend.
Am 21. Februar 2014 verabschiedeten die sieben Jugendverbände gemeinsame Leitsätze:

Die Jugendverbände
- Arbeiter-Samariter-Jugend,
- Deutsche Jugendfeuerwehr,
- DLRG-Jugend,
- Deutsches Jugendrotkreuz,
- Johanniter-Jugend,
- Malteser Jugend und
- THW-Jugend.

haben sich zu einer Arbeitsgemeinschaft zusammengefunden, um gemeinsam
- die Diskussion, Abstimmung und gemeinsame Vertretung jugendpolitischer Positionen vorzunehmen,
- die Interessenvertretung der Jugendverbände gegenüber der Politik und der Öffentlichkeit zu gewährleisten,
- für die Entwicklung einer größeren Bekanntheit der Mitglieder der Arbeitsgemeinschaft, deren Arbeit und deren Angebote einzutreten,
- Veranstaltungen zur öffentlichen Präsentation der Arbeitsgemeinschaft umzusetzen,
- die Stärkung der Zusammenarbeit der verbandlichen Kinder- und Jugendarbeit durch die Vernetzung von Angeboten der Jugendverbände auf den jeweiligen Ebenen zu bewirken,
- auf der Ebene der engagierten Mitglieder und ehrenamtlichen Mitarbeiter Raum zum gegenseitigen Kennenlernen und zum Aufbau von Kontakten zu bieten,
- Bildungsveranstaltungen zu planen und durchzuführen,
- Projekte zur Weiterentwicklung der Kinder- und Jugendarbeit in den Mitgliedsverbänden zu realisieren,
- in regelmäßigen Informationsaustausch unter den Mitgliedern zu sichern,
- in Kenntnis der unterschiedlichen Stärken und Schwächen der Mitgliedsverbände partnerschaftlich zusammenzuarbeiten und bei den verabredeten Maßnahmen jeweils alle Mitglieder zu präsentieren und
- auf Basis einer vertrauensvollen und engagierten Mitarbeit die jeweiligen Entscheidungen der Arbeitsgemeinschaft aktiv mitzutragen.